# Berliner Kilometerstein (Minden)

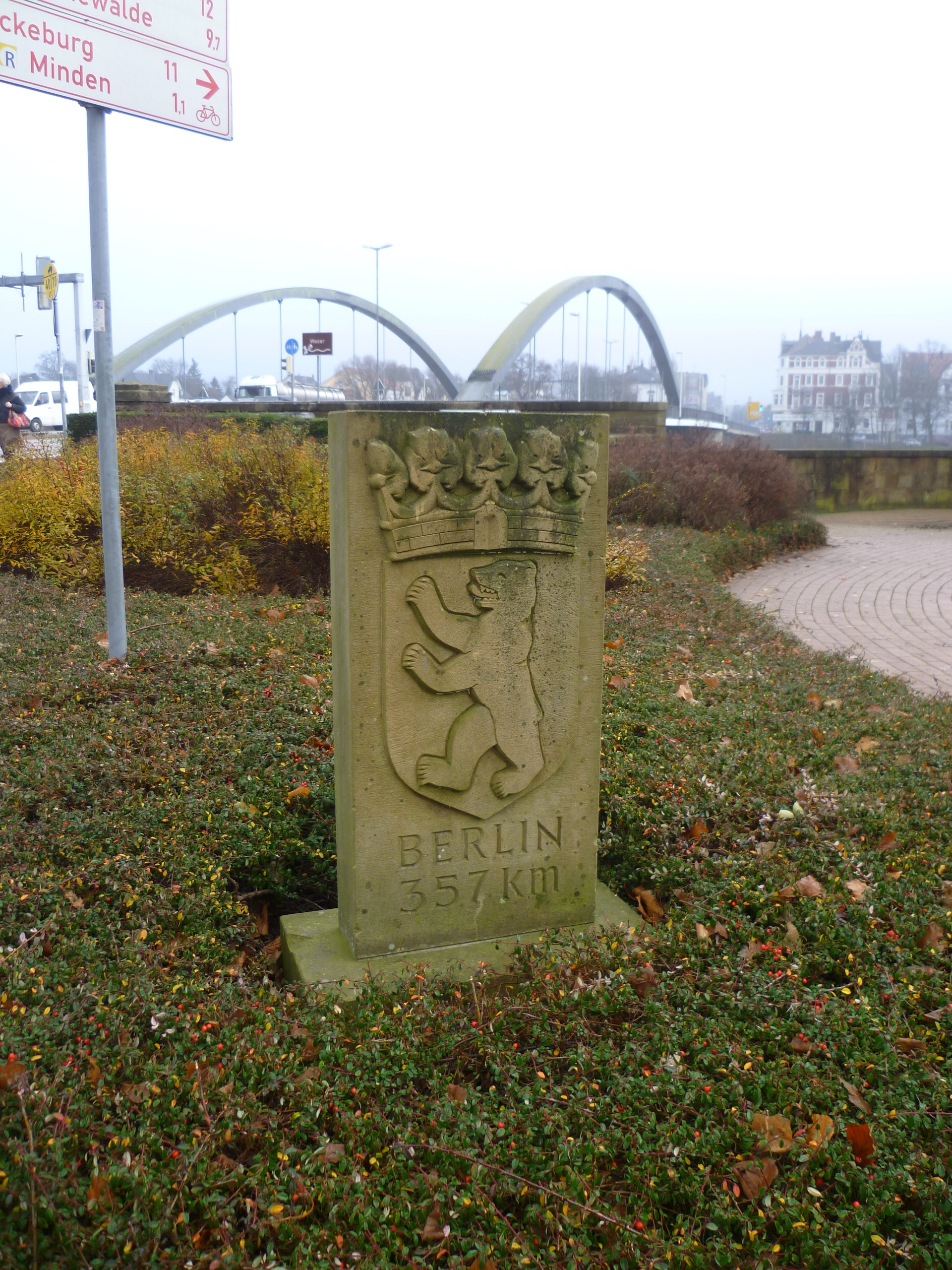
Der Berliner Meilenstein am Wesertor

Der Berliner Kilometerstein in der ostwestfälischen Stadt Minden ist ein Kleindenkmal, das während des Kalten Krieges in Minden zum Zeichen der Verbundenheit mit der ehemaligen deutschen Hauptstadt Berlin aufgestellt wurde, die damals vom Staatsgebiet der DDR eingeschlossen war. Es steht unter Denkmalschutz.

## Beschreibung
Der 60 cm hohe, aus Sandstein gehauene Quader zeigt auf der Westseite als Relief das Berliner Wappen über dem Schriftzug „Berlin“ und der Kilometerangabe „357 km“.
Die Kilometerangabe auf dem Kilometerstein gibt die Entfernung zum ehemaligen Berliner Dönhoffplatz an. In der Nähe dieser Stelle steht seit 1979 in Berlin an der Leipziger Straße nahe den Spittelkolonnaden die Kopie des Preußischen „Null-Meilensteins“ von 1730, der früher auf dem Dönhoffplatz stand.
Der Mindener Stein wurde an der zentralen Kreuzung der Stadt am westlichen Brückenufer der Weserbrücke, neben dem Denkmal des Großen Kurfürsten, aufgestellt. Hier fährt man aus der Stadt über die alte Poststraße in Richtung Berlin.
Am 26. Juli 2013 wurde der Stein, wie auch die Bronzeplastik des Berliner Bären an der Berliner Allee/Ecke Schwabenring im Stadtteil Rodenbeck, in Teil A der Denkmalliste der Stadt Minden eingetragen.

## Hintergrund
Die Berliner Meilensteine wurden aufgrund einer Initiative des Berlin-Beauftragten der Bundesregierung, Gerd Bucerius, aufgestellt. Bucerius gewann die Berliner Bildhauerin Renée Sintenis für das Projekt. Sie stellte die Steine her, die Finanzierung übernahm eine aus Bundesmitteln geförderte Initiative „Bund der Berliner und Freunde Berlins“, die 1951 gegründet wurde. Sie stellte die Steine den interessierten Kommunen zur Verfügung. Aufgestellt wurden die Steine ab 1954.
Der Stein warb um Interesse und um humanitäre und wirtschaftliche Hilfe für Berlin.